# Bent Hamer
Bent Hamer, född 18 december 1956 i Sandefjord, är en norsk filmregissör. Hamer studerade filmteori och litteratur vid Stockholms universitet samt filmproduktion vid Stockholms Filmskola. Efter en räcka kortfilmer långfilmsdebuterade han 1995 med Eggs, som visades vid Filmfestivalen i Cannes och vann FIPRESCI-priset vid Toronto International Film Festival. Hamer har sedan dess gjort flera återbesök i Cannes med filmer i olika sektioner. Hans filmer utmärker sig med en distanserad men ömsint stilisering med drag av absurditet.

## Filmografi
- Den döende draken (1988) - kortfilm
- Makrellen er kommen (1990) - kortfilm
- Happy Hour (1991) - kortfilm
- Makrellen er komen (1991) - kortfilm
- Søndagsmiddag (1991) - kortfilm
- Stein (1992) - kortfilm
- Applaus (1994) - kortfilm
- Mot til verdighet (1994) - dokumentär
- Bare kødd (1995) - kortfilm
- Eggs (1995)
- En dag til i solen (1998)
- Psalmer från köket (Salmer fra kjøkkenet) (2003)
- Factotum (2005)
- Norge erobreren (2005) - dokumentär
- O' Horten (2007)
- Hem till jul (Hjem til jul) (2010)
- 1001 gram (2013)